# Domenico Augusto Bracci
Domenico Augusto Bracci, häufig auch Domenico Agostino Bracci, (* 11. Oktober 1717 in Florenz; † 30. März 1795 ebenda) war ein italienischer Antiquar und Gemmenforscher.

## Leben und Werk
Domenico Augusto Bracci studierte in seiner Geburtsstadt Florenz und erhielt eine breite Ausbildung, darunter in Jura, Philologie, Zeichenkunst, Architektur und Altertumswissenschaften. Schon zu dieser Zeit stand er in Kontakt mit dem bekannten Gemmensammler und -forscher Philipp von Stosch und verfolgte dessen Arbeiten sehr intensiv. Ganz besonders interessierte er sich für Stosch's Arbeiten zu Künstlersignaturen auf Gemmen. 1748 ging er mit einem Empfehlungsschreiben von Stosch's an Kardinal Alessandro Albani nach Rom. Hier wurde er als Cicerone (Fremdenführer) tätig und führte vor allem Engländer während ihrer Grand Tour. Häufig begleitete er diese auch nach Süditalien auf ihren Besuchen in Pompeji, Herculaneum und Neapel.
Während dieser Zeit widmete Bracci sich zudem seinen eigenen Studien und erlangte binnen kurzer Zeit ob seines großen Wissens hohes Ansehen unter den in diesem Bereich interessierten Römern und Gästen. Durch seine Diskussionsfreudigkeit in Kaffeehäusern avancierte er schnell zu einem stadtbekannten Original. Insbesondere plante er von Stosch's Arbeiten über die Künstlersignaturen fortzusetzen. Für dieses Vorhaben gewann er unter den zahlungskräftigen Gästen in Rom viele Subskribenten. Mit diesem Geld konnte er Kupferstecher wie Pietro Antonio Pazzi und Francesco Bartolozzi gewinnen, die Stiche nach Zeichnungen von Giovanni Battista Casanova und Gaetano Savarelli anfertigten. Ein großer Rückschlag ereilte Bracci, als 1756 überfallen wurde und ihm ein großer Teil seiner Unterlagen gestohlen wurden. Ein weiterer Rückschlag war für ihn, als von Stosch nicht ihn, sondern seinen Konkurrenten Johann Joachim Winckelmann mit der Publikation seiner Sammlung beauftragte. Winckelmann nutzte für den 1760 erschienenen Katalog auch noch unpublizierte Stiche von Bracci und äußerte sich zweimal spottend über dessen Gedanken zur Echtheit vermeintlicher antiker Gemmen. Wie sich später herausstellte, hatte Bracci mit seinen Vermutungen über die Echtheit recht gehabt. Nachdem 1763 Ridolfino Venuti, der päpstliche Antiquar, verstorben war, machte sich Bracci Hoffnungen auf diese Position, die dann aber an seinen Konkurrenten Winckelmann ging.
1769 verließ Bracci Rom schließlich wieder und ging zurück in seine Heimatstadt Florenz. Hier bekam er Unterstützung bei der Wiederbeschaffung seiner verlustig gegangenen Kupferstiche und Zeichnungen und konnte sich der Publikation seiner Forschungen widmen. 1771 veröffentlichte er seine erste Schrift über die spätantike Silberschale des Flavius Ardabur Aspar. In der Vorrede setzte er sich zum Teil polemisch mit der Kritik Winckelmanns auseinander, was der Verbreitung des Buches alles andere als förderlich war und auf breite Ablehnung stieß. Obwohl schon 1768 fertig gestellt, erschien ein zweibändiges Werk zu den signierten Gemmen erst in den Jahren 1784 und 1786, sowohl in italienischer als auch in lateinischer Sprache. In diesem Werk publizierte er vor allem die schon bekannten signierten Gemmen aus von Stosch's Werk und ergänzte diese nur um wenige antike, aber um diverse vermeintlich antike moderne Stücke, die er allerdings auch so kennzeichnete. Von Stosch's Zuschreibungen und Interpretationen indes übernahm er weitestgehend kritiklos. Ebenso übernahm er die Stiche aus dessen Werk, die eine bessere Qualität hatten als die, die ihm zur Verfügung standen. Die eigentliche Bedeutung des Werkes stellte sein Anhang dar, in dem er erstmals eine Liste von gefälschten und verdächtigen Künstlersignaturen zusammenstellte. Das Werk konnte indes keine große Wirkung entfalten, ein geplanter dritter Band wurde nicht mehr realisiert. Teure Druckwerke wurden zu dieser Zeit durch im Vergleich preiswertere Abdrucksammlungen verdrängt. Nach dem geringen Erfolg plante Bracci mehrere andere Projekte, so eine Beschreibung des antiken Rom, eine Lebensgeschichte Caesars, eine Geschichte der Kunst sowie eine Geschichte der Elefanten, die alle nicht mehr zur Umsetzung kamen. Er starb 1795, sein Nachlass wurde in einer Auktion versteigert.
Bracci galt als einer der besten Kenner der antiken und nachantiken Gemmen seiner Zeit, der das Wissen um dieses Forschungsgebiet nachhaltig vergrößert hat. Insbesondere seine Forschungen zu den Steinschneidersignaturen gipfelnd in der Liste der verdächtigen und falschen Signaturen waren ein bedeutender und nachhaltiger Beitrag zur Glyptik und würdigte noch Mitte des 19. Jahrhunderts Heinrich Brunn Respekt ab. Allerdings sah Adolf Furtwängler, Begründer der modernen Gemmenforschung, sein Werk überaus negativ: „Sein Werk ist prächtig, allein von recht geringem Wert“. Ähnlich kritisch sieht es Erika Zwierlein-Diehl, nach der sich bei den 44 neu edierten signierten antiken Gemmen nur 14 der Signaturen als echt erwiesen haben. Insgesamt ist er heute als auch für seine Zeit eher mittelmäßiger Gelehrter einzuordnen.
Bracci war Mitglied der Royal Society of Antiquaries in London. Der Medailleur Giovanni Zanobi Weber schuf ab 1775 drei Gedenkmedaillen auf ihn.

## Schriften
- Dissertazione sopra un clipeo votivo spettante alla famiglia Ardaburia trovato l'anno MDCCLXIX nelle vicinanze d'Orbetello ora esistente nel museo di S. A. R. Pietro Leopoldo arciduca d'Austria, e granduca di Toscana. Venturini, Lucca 1771 (Digitalisat).
- Memorie degli antichi incisori che scolpirono i loro nomi in gemme e cammei con molti monumenti inediti di antichità statue bassorilievi gemme opera. 2 Bände, Cambiagi, Florenz 1784/1786 (italienische Ausgabe, Digitalisat).
- Commentaria de antiquis scalptoribus: qui sua nomina inciderunt in gemmis et cammeis cum pluribus monumentis antiquitatis ineditis, statuis, anaglyphis, gemmis. 2 Bände, Cambiagi, Florenz 1784/1786 (lateinische Ausgabe, Digitalisat).